# 4-я поперечная линия Чиекуркална
4-я попере́чная ли́ния Чие́куркална (латыш. Čiekurkalna 4. šķērslīnija) — улица в Северном районе города Риги, в историческом районе Чиекуркалнс. Пролегает в направлении с юга на север, от 1-й «длинной» линии Чиекуркална до перекрёстка с улицами Гауяс, Русова и Унгура. Занимает центральное положение среди поперечных линий Чиекуркалнса, простирается на север далее прочих из них.

## История
4-я поперечная линия Чиекуркална, как и другие старейшие улицы этого района, сформировалась в ходе застройки территории бывшей усадьбы Шрейенбуш в конце XIX века. В 1902 году улице было присвоено официальное название 4-й Шрейенбушский переулок (латыш. Šreienbušas 4. šķērslīnija), а в 1922 году она получила своё современное название, которое в дальнейшем не изменялось.

## Транспорт
Общая длина улицы составляет 504 метра. На всём протяжении имеет асфальтовое покрытие, разрешено движение в обоих направлениях. Средняя ширина проезжей части — 5,5-5,8 м.
Общественный транспорт по 4-й поперечной линии не курсирует, но на 2-й линии Чиекуркална есть остановка автобуса № 9 «Čiekurkalna 4. šķērslīnija».

## Застройка и достопримечательности
На 4-й поперечной линии Чиекуркална сохранился ряд старинных зданий; вместе с тем, в 1980—1990-е годы сооружено несколько современных многоквартирных домов (№ 3, 8, 9, 12, 15, 17). На улице расположены магазины торговых сетей «Maxima» и «Mego».
- В доме № 11 (не сохранился) проживали известные в Латвии братья Ирбитисы (Ирбите) — авиаконструктор Карлис Ирбитис и художник-дизайнер Адольф Ирбитис. В их память в 2016 году в сквере между домами № 8 и 12 установлена мемориальная «скамейка вдохновения» (латыш. iedvesmas soliņš)[6].
- В доме № 16 до середины 1930-х годов располагалось отделение рижской полиции[1].
- В доме № 22 в начале XX века размещалась частная школа Яниса Осиса[7].

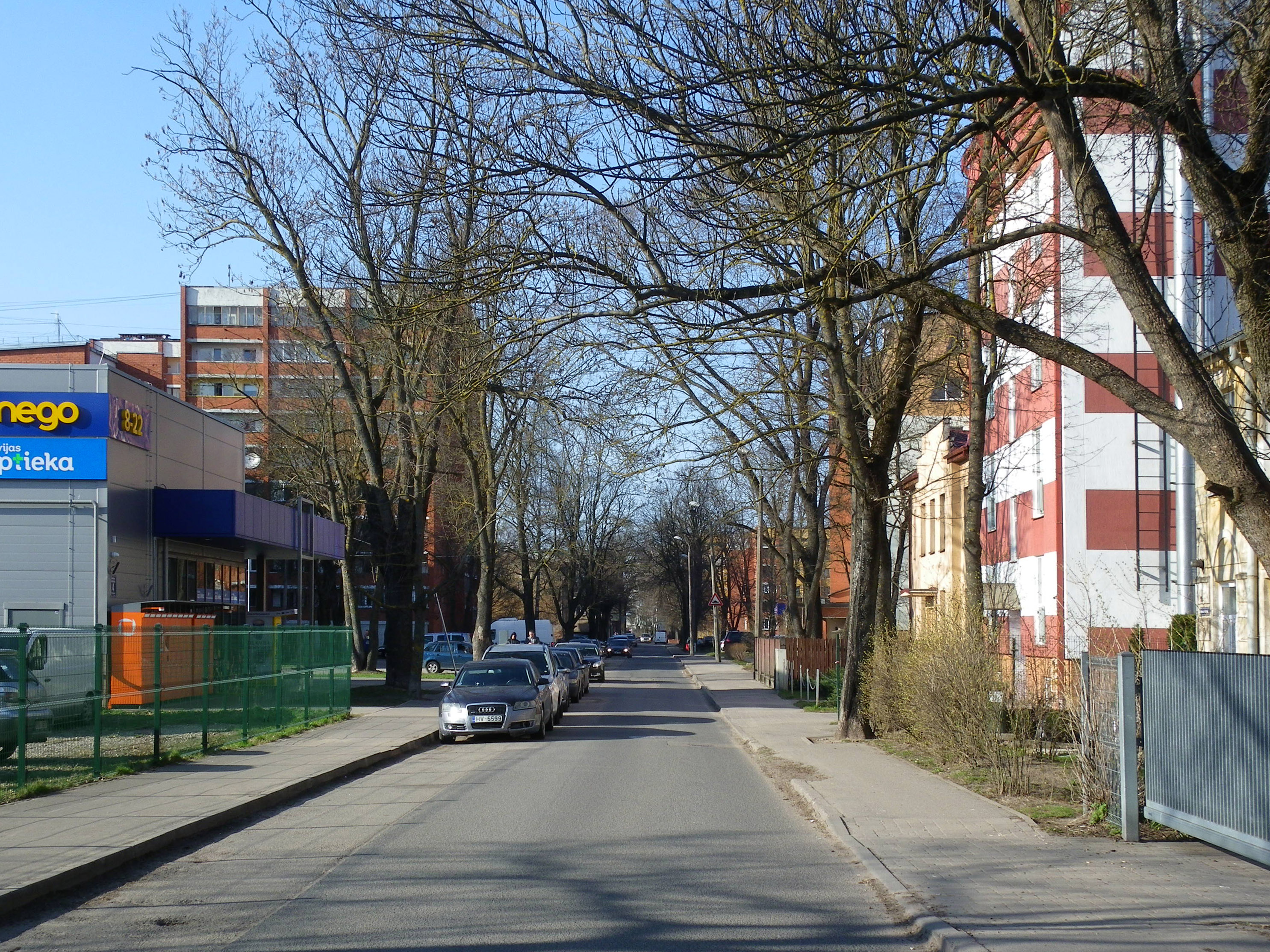
Вид от начала улицы
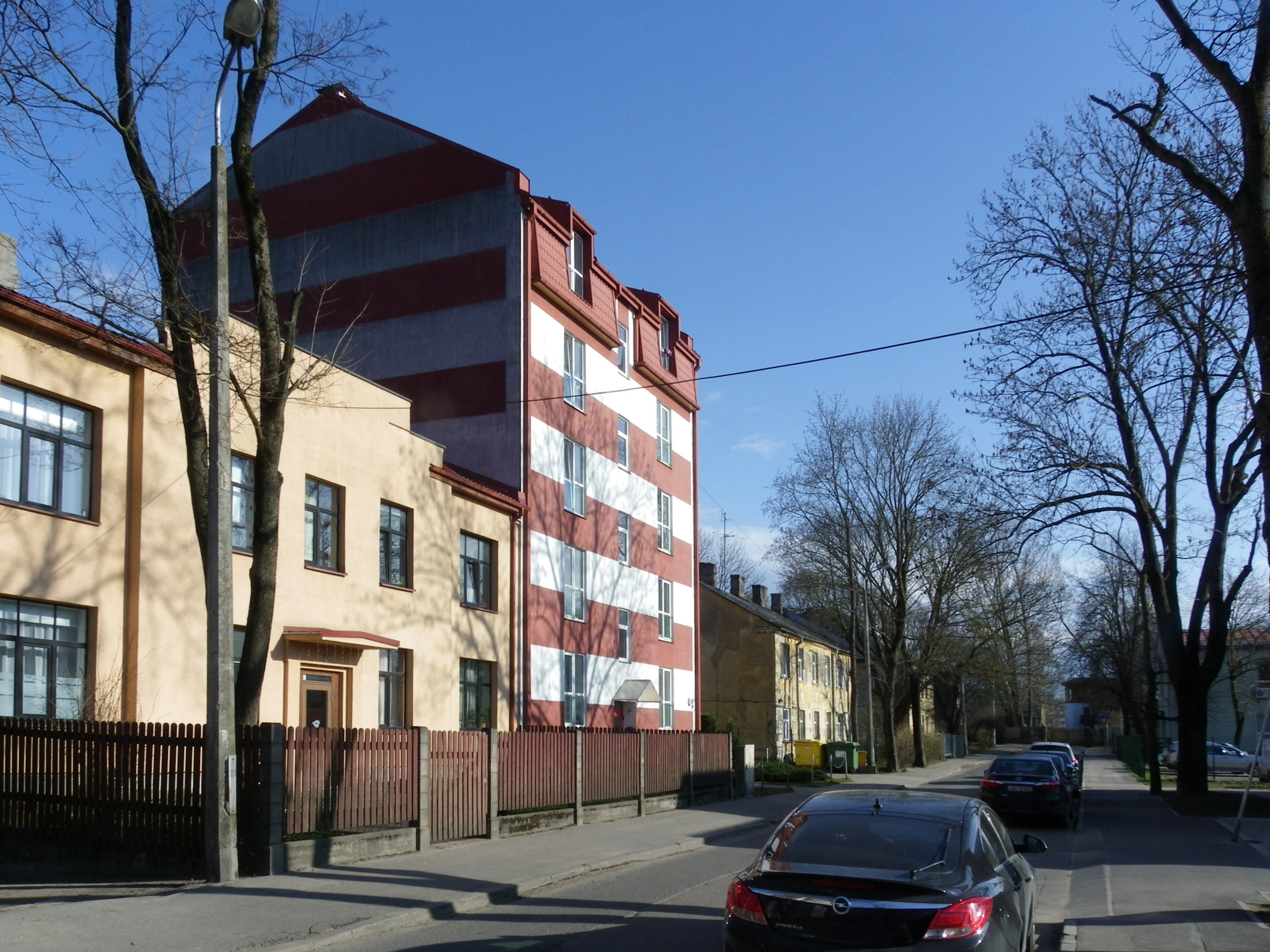
Дома № 3 и 5
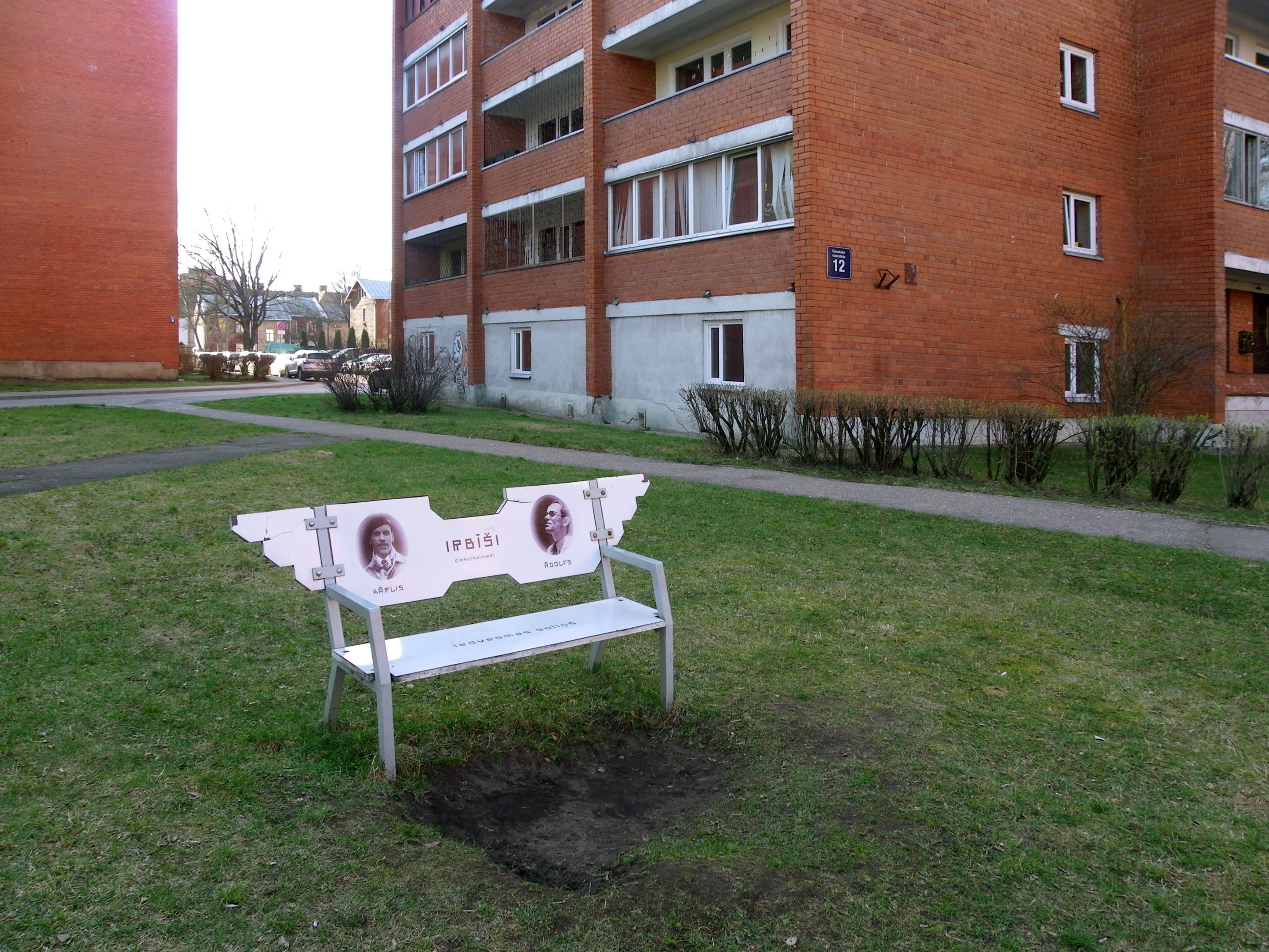
Скамейка в честь братьев Ирбитисов
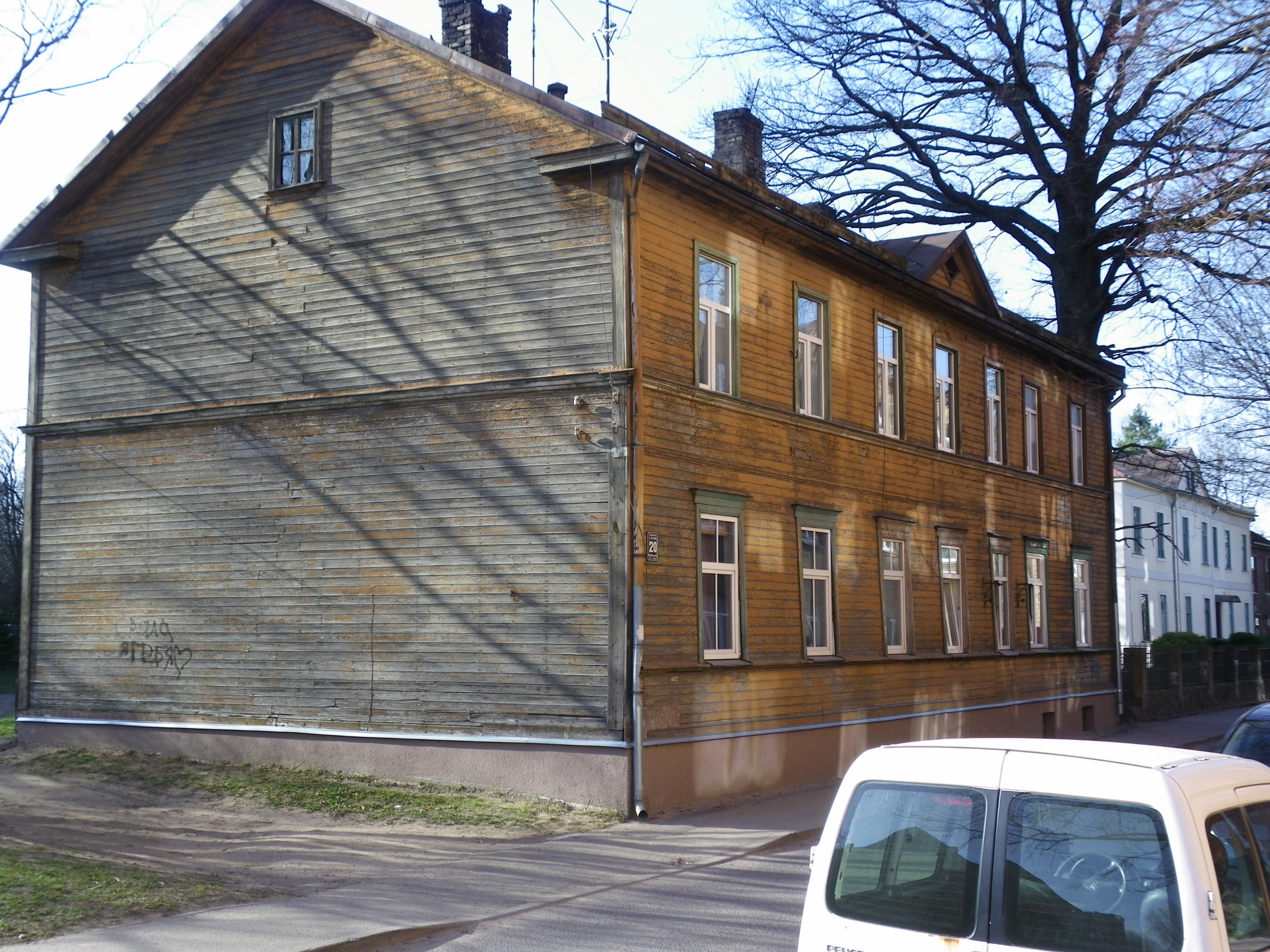
Дом № 20
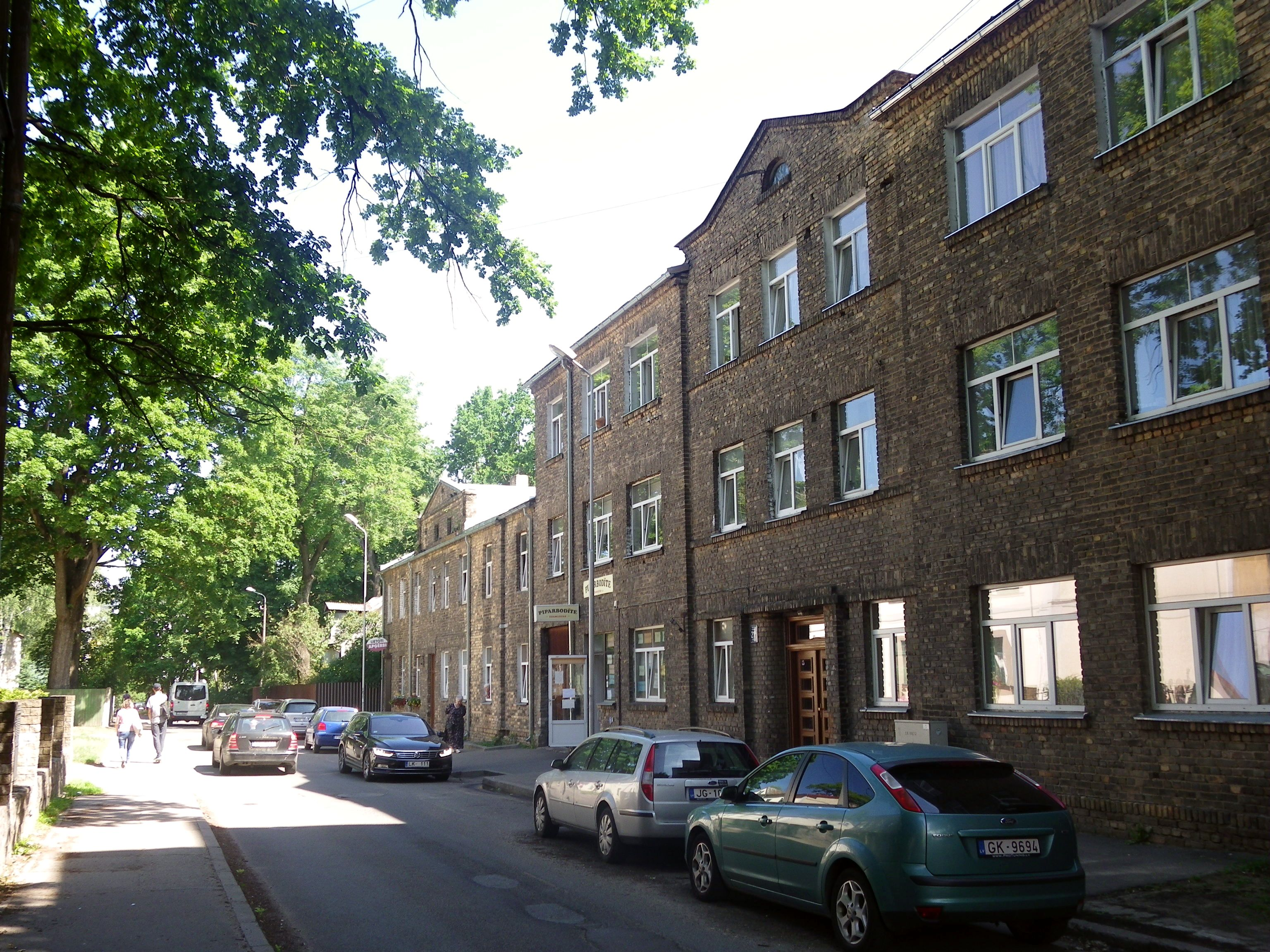
Дома № 21 и 21а
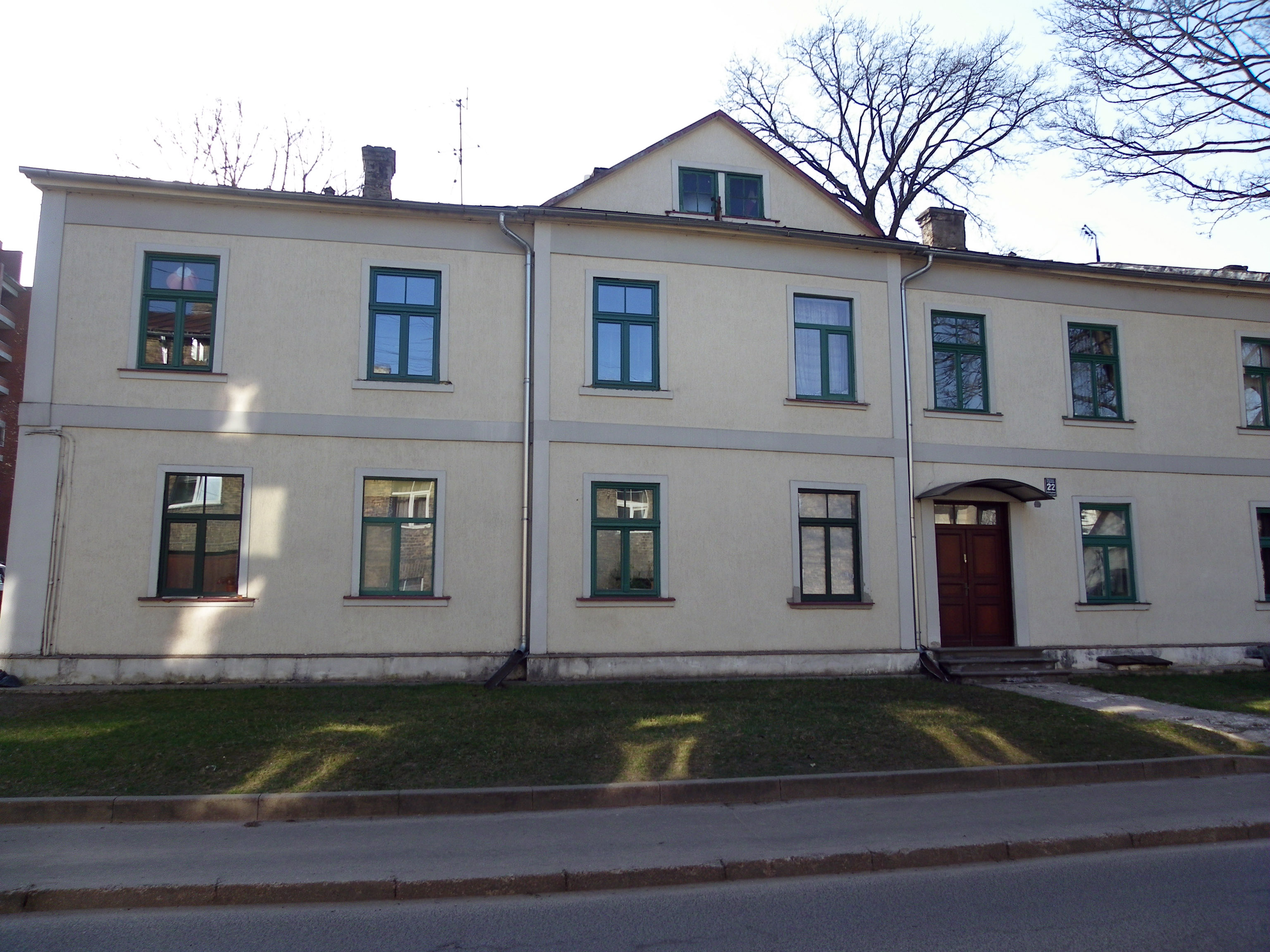
Дом № 22
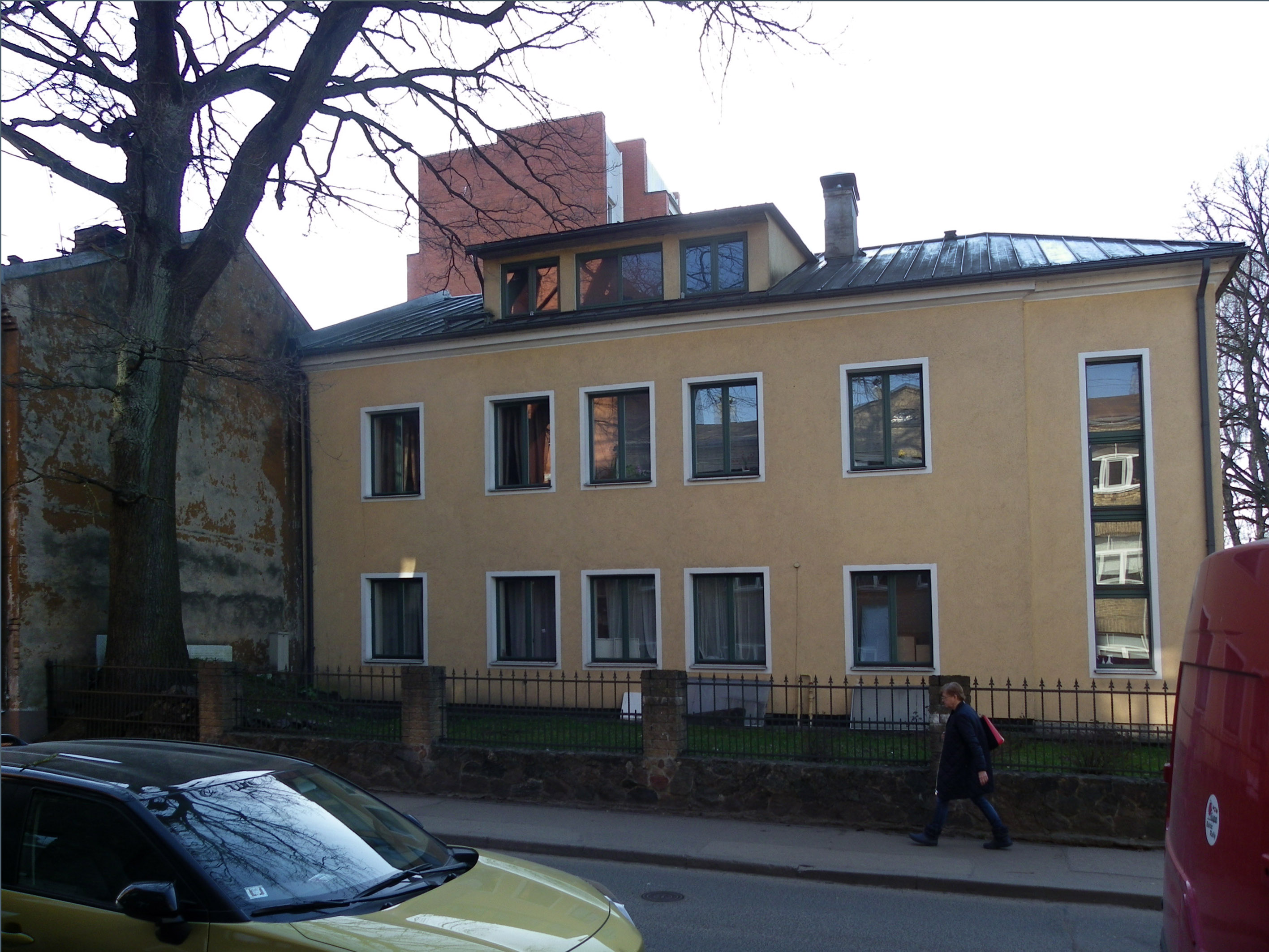
Дом № 22а
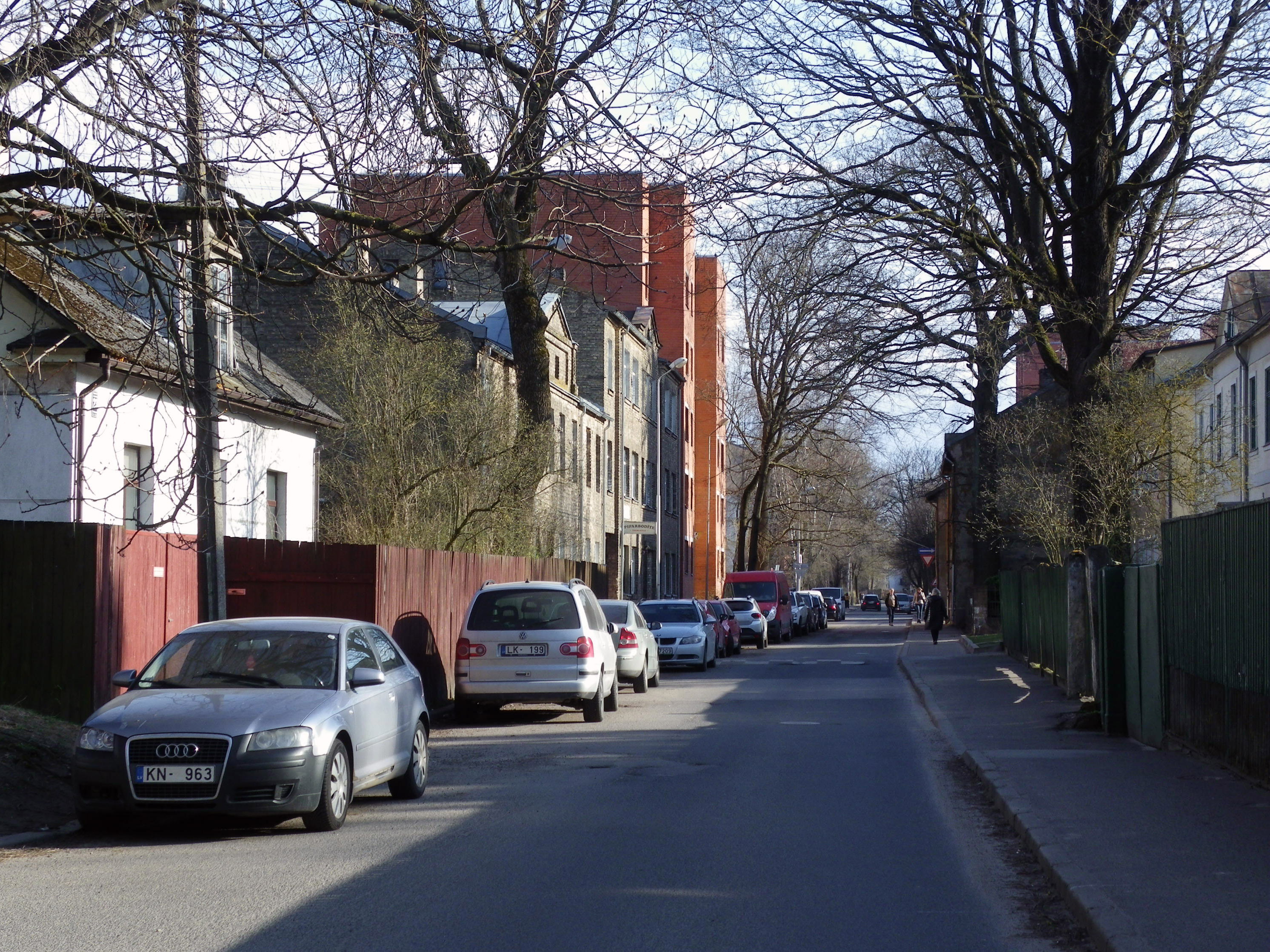
Дальняя часть улицы

## Прилегающие улицы
4-я поперечная линия Чиекуркална пересекается со следующими улицами:
- Чиекуркална 1-я линия
- Чиекуркална 2-я линия
- улица Гауяс
- улица Русова
- улица Унгура